# Australia's Next Top Model (quinta stagione)

## Svolgimento
La quinta stagione di Australia's Next Top Model è andata in onda dal 28 aprile al 7 luglio 2009 sul canale FOX8 sotto la conduzione della modella Sarah Murdoch, presente anche in qualità di giudice insieme a Charlotte Dawson ed Alex Perry; cambiamenti sono stati apportati anche nell'ambito dei premi finali per la vincitrice: Tahnee Atkinson ha portato a casa un contratto con la Priscilla's Model Management, un viaggio pagato a New York per conto della "Maybelline", un servizio di otto pagine sulla rivista australiana "Harper's Bazaar" e un contratto di rappresentanza con "U by Kotex".
Anche questa edizione ha visto diverse controversie per via di alcune concorrenti:
- La più discussa tra tutte è stata Cassi Van den Dungen, sedicenne di Sunbury, la quale si è subito mostrata rozza e immatura, lasciandosi andare anche a commenti poco felici sul suo paese (che ha definito "ghetto")
- Un'altra concorrente della quale si è parlato è stata Mikarla Hussey, a causa del suo scarso peso (soltanto 50 kg per 172 cm di altezza); la ragazza, durante la permanenza in gara, è stata seguita da un nutrizionista e grazie a questa "educazione" ha guadagnato 6 kg
- La concorrente Lola Van Vorst è stata coinvolta in uno scandalo riguardante alcuni scatti hot fatti da un suo ex-ragazzo
- A competizione conclusa si è scoperto che Adele Thiel, Clare Venema e Tahnee Atkinson avevano già esperienza nel mondo della moda, ma nessuna delle tre ne aveva fatto menzione

## Concorrenti
| Concorrenti               | Età | Provenienza                            | Altezza | Posizione  |
| ------------------------- | --- | -------------------------------------- | ------- | ---------- |
| Laura Tyrie               | 18  | Perth, Australia Occidentale           | 172 cm  | 13.        |
| Leah Johnson              | 18  | Oakleigh, Victoria                     | 173 cm  | 12.        |
| Georgie Kidman            | 16  | Castlemaine, Victoria                  | 177 cm  | 11.        |
| Mikarla Hussey            | 18  | Wollongong, Nuovo Galles del Sud       | 172 cm  | 10./9.     |
| Eloise Hoile              | 20  | Glenunga, Australia Meridionale        | 180 cm  | 10./9.     |
| Madison Waller            | 17  | Wurtulla, Queensland                   | 172 cm  | 8.         |
| Laura Mitchell            | 20  | Ocean Reef, Australia Occidentale      | 179 cm  | 7.         |
| Lauren "Lola" Van Vorst   | 20  | Newport, Nuovo Galles del Sud          | 181 cm  | 6.         |
| Francesca "Franky" Okpara | 18  | Wanneroo, Australia Occidentale        | 180 cm  | 5.         |
| Adele Thiel               | 18  | Hornsby, Nuovo Galles del Sud          | 181 cm  | 4.         |
| Clare Venema              | 16  | Bridgewater, Australia Meridionale     | 177 cm  | 3.         |
| Cassi Van Den Dungen      | 16  | Sunbury, Victoria                      | 175 cm  | 2.         |
| Tahnee Atkinson           | 17  | North Fremantle, Australia Occidentale | 173 cm  | Vincitrice |

## Riassunti

### Ordine di eliminazione
| Order | Episodi  | Episodi  | Episodi  | Episodi  | Episodi  | Episodi  | Episodi | Episodi | Episodi | Episodi | Episodi |  |
| Order | 1        | 2        | 3        | 4        | 5        | 6        | 7       | 8       | 9       | 10      | 11      |  |
| ----- | -------- | -------- | -------- | -------- | -------- | -------- | ------- | ------- | ------- | ------- | ------- |  |
| 1     | Franky   | Cassi    | Tahnee   | Adele    | Clare    | Adele    | Tahnee  | Clare   | Clare   | Tahnee  | Tahnee  |  |
| 2     | Cassi    | Laura M. | Eloise   | Franky   | Adele    | Clare    | Clare   | Tahnee  | Cassi   | Cassi   | Cassi   |  |
| 3     | Tahnee   | Clare    | Cassi    | Tahnee   | Tahnee   | Tahnee   | Cassi   | Cassi   | Tahnee  | Clare   |         |  |
| 4     | Eloise   | Franky   | Clare    | Madison  | Cassi    | Lola     | Adele   | Adele   | Adele   |         |         |  |
| 5     | Clare    | Mikarla  | Franky   | Lola     | Franky   | Cassi    | Franky  | Franky  |         |         |         |  |
| 6     | Mikarla  | Adele    | Laura M. | Laura M. | Lola     | Franky   | Lola    |         |         |         |         |  |
| 7     | Lola     | Tahnee   | Lola     | Clare    | Laura M. | Laura M. |         |         |         |         |         |  |
| 8     | Madison  | Madison  | Adele    | Cassi    | Madison  |          |         |         |         |         |         |  |
| 9     | Laura M. | Lola     | Madison  | Eloise   |          |          |         |         |         |         |         |  |
| 10    | Georgie  | Eloise   | Mikarla  | Mikarla  |          |          |         |         |         |         |         |  |
| 11    | Leah     | Georgie  | Georgie  |          |          |          |         |         |         |         |         |  |
| 12    | Adele    | Leah     |          |          |          |          |         |         |         |         |         |  |
| 13    | Laura T. |          |          |          |          |          |         |         |         |         |         |  |

- Nel 4º episodio, le concorrenti in ballottaggio finale erano 3 anziché 2

     La concorrente è stata eliminata
     La concorrente ha vinto la competizione

### Servizi
- Episodio 1 Photoshoot: Costumi da bagno d'alta moda
- Episodio 2 Photoshoot: Tulle sul trapezio
- Episodio 3 Photoshoot: Beauty Shoot al naturale
- Episodio 4 Photoshoot: U by Kotex
- Episodio 5 Photoshoot: Lingerie nel deserto
- Episodio 6 Photoshoot: Beauty Shoot Chanel
- Episodio 7 Photoshoot: Campagna pubblicitaria sui tumori al seno
- Episodio 8 Photoshoot: Icone dello showbiz
- Episodio 9 Photoshoot: London Edge
- Episodio 10 Photoshoot: Bellezze in spiaggia

Australia's Next Top Model